# Сентрејлија (Вашингтон)
Сентрејлија (енгл. Centralia) град је у америчкој савезној држави Вашингтон. По попису становништва из 2010. у њему је живело 16.336 становника.

## Демографија
Према попису становништва из 2010. у граду је живело 16.336 становника, што је 1.594 (10,8%) становника више него 2000. године.
| Група             | 2000.          | 2010.          |
| Белци             | 12.577 (85,3%) | 12.729 (77,9%) |
| Афроамериканци    | 65 (0,4%)      | 106 (0,6%)     |
| Азијати           | 138 (0,9%)     | 163 (1,0%)     |
| Хиспаноамериканци | 1.506 (10,2%)  | 2.634 (16,1%)  |
| Укупно            | 14.742         | 16.336         |